# 장훈고등학교
장훈고등학교(長薰高等學校)는 대한민국 서울특별시 영등포구 신길동에 있는 사립 고등학교이다.

## 학교 연혁
- 1907년 11월 : 사립 경성장훈학교 설립, 개교
- 1950년 4월 : 재단법인 장훈학원으로 설립인가
- 1955년 1월 : 장훈중학교 설립인가
- 1962년 11월 : 현재의 교지(校地)인 신길동 188번지(2003년 신길동 176번지로 변경)로 이전
- 1964년 1월 : 장훈고등학교 6학급으로 설립인가
- 1964년 11월 : 학교법인 장훈학원으로 학칙을 변경
- 1970년 2월 : 고등학교 2부(여고) 신설인가(3학급)를 받음
- 1971년 11월 : 신축교사를 증축(10개 교실), 중학교와 고등학교를 분리
- 1983년 : 인문계인 여고가 상고로 개편
- 2011년 : 자율형 사립고로 개편
- 2016년 3월 1일 : 윤종훈 교장 취임
- 2022년 : 2023학년도 신입생부터 일반고 전환

## 참고 자료
- 장훈고등학교 - 한국교육학술정보원 학교알리미